# Henri Derycke
Henri-Paul Derycke né le 30 août 1928 à Roncq (Nord) et mort le 6 mars 1998 à Curgies (Nord) est un sculpteur français. 

## Biographie
Après des études aux Beaux-Arts de Tourcoing, Henri Derycke est élève d'Alfred Janniot à l'École nationale supérieure des beaux-arts de Paris de 1948 à 1952. Il est lauréat du prix de Rome de sculpture le 26 mai 1952, puis devient pensionnaire de la villa Médicis de 1953 à 1956.
il enseigne la sculpture pendant plus de trente ans aux écoles académiques de Valenciennes entre 1960 et 1994. Il obtient le prix Susse en 1966.
Henri Derycke est inhumé à Valenciennes au cimetière Saint-Roch.

## Œuvres
Côte d'Ivoire
- Yamoussoukro, palais présidentiel : Béliers, bronze doré.

France
- Amboise, île de la Loire : Monument aux morts, 1971, dépôt de l’État.
- Avesnes-les-Aubert, collège : Arbre sphinx, sculpture en fonte de fer.
- Courrières, hôtel de ville : Mémorial aux martyrs du 28 mai 1940, 1964, bas-relief en bronze.
- Croix, collège Boris-Vian : sculpture en ronde-bosse en fonte de fer.
- Denain :
  - hôtel de ville : Les Méandres de la vie, tapisserie.
  - musée d'Archéologie et d'Histoire locale : Buste d'Henri Fiévez, bronze.
- Iwuy, collège Jean-Moulin : Hommage à Jean Moulin, sculpture en ronde bosse, fonte de fer.
- Linselles, chapelle du Triez : Virgo Potens, sculpture.
- Lomme, CEG George-Sand : Nopal II, sculpture en pierre de Vassens.
- Marly, CET : Végétations géométriques, ronde bosse, ensemble sculpté en pierre de Vassens.
- Mons-en-Barœul, collège : Le Nopal, sculpture en ronde-bosse en pierre de Savonnière.
- Paris, École nationale supérieure des beaux-arts : Cérès, 1952, bas-relief en plâtre.
- Raismes, autoroute A23, à hauteur de la sortie 5, Saint-Amand-les-Eaux-Tournai : Totem.
- Roncq, école maternelle Pauline-Kergomard : L'Arbre de la connaissance, 1953, bas-relief en pierre.
- Roubaix, collège Jean-Jacques-Rousseau (bâtiment détruit) : Nopal, sculpture en ronde bosse en cuivre martelé et soudé.
- Saint-Amand-les-Eaux, place Jean-Jaurès : Buste de Jean Jaurès, 1960, pierre.
- Saint-Pol-sur-Mer, école primaire Vancauwenberghe.
- Solesmes, CES : Sextant, sculpture en acier corten ancrée dans un massif en béton enterré.
- Valenciennes, place du Neufbourg : La Vénus moderne ou Fleur de la mémoire, bronze.
- Villeneuve-d'Ascq, collège Arthur-Rimbaud : Structures perpendiculaires, 1968, acier Corten.
- Wattrelos, collège : Structures perpendiculaires, sculpture en acier Corten.

## Expositions
- 1963 : Biennale de Paris, Éternelle rencontre, 1963, plâtre patiné, 200 × 90 × 40 cm.
- 1966 : deuxième Biennale internationale de sculpture contemporaine « Formes Humaines », Paris, musée Rodin.
- 1968 : troisième Biennale internationale de sculpture contemporaine « Formes Humaines », Paris, musée Rodin.
- 2011 : Maison quercitaine de Nouvelle-Zélande, Le Quesnoy[2].
- 2014 : galerie Picasso, Denain.

## Citations
« Si la spiritualité c'est percevoir l'invisible, toucher l'improbable, l'Art c'est matérialiser le vide, pour voir, sentir et écouter. C'est rendre visible l'invisible. » — Henri Derycke (cette citation figure sur le socle de la Vénus moderne, à Valenciennes).